# Tremoisea enigmatica
Tremoisea enigmatica is een springstaartensoort uit de familie van de Neanuridae. De wetenschappelijke naam van de soort is voor het eerst geldig gepubliceerd in 1973 door Cassagnau.